# Cruise Roma
Le Cruise Roma est un navire mixte appartenant à la compagnie italienne Grimaldi Lines. Construit entre 2006 et 2008 aux chantiers Fincantieri de Castellammare di Stabia, il est le premier d'une série de quatre navires mixtes géants commandés par l'armateur italien Grimaldi. Il navigue depuis mars 2008 sur les lignes entre l'Italie et l'Espagne et dessert aussi régulièrement la Sardaigne. Depuis sa mise en service, il est, avec son sister-ship le Cruise Barcelona, le plus grand car-ferry naviguant en Méditerranée.

## Histoire

### Origines et construction
Dans les années 2000, le succès de la mise en place d'une « autoroute maritime » entre l'Italie et l'Espagne incite l'armateur Grimaldi Lines à renouveler la flotte en service sur cette ligne. La compagnie prévoit ainsi le remplacement des navires d'occasion Eurostar Roma et Eurostar Barcelona par deux unités neuves.
Baptisés Cruise Roma et Cruise Barcelona, les futurs navires affichent des dimensions particulièrement imposantes avec plus de 220 mètres de long, 30 mètres de large et un tonnage avoisinant les 55 000 UMS. Conçus sur le modèle des navires mixtes, pouvant transporter simultanément des passagers et une grande quantité de fret, leur vaste garage est prévu pour accueillir 211 remorques et 215 véhicules particuliers. À l'inverse de la plupart des navires de ce type, ceux-ci sont aménagés pour transporter un très grand nombre de passagers dans les meilleures conditions de confort. Ainsi, la capacité est arrêtée à 2 140 passagers et les locaux leur étant destinés conçus pour offrir une certaine qualité avec notamment plusieurs points de restauration, un bar, un casino mais aussi une piscine extérieure. 
Construits par les chantiers Fincantieri de Castellammare di Stabia, près de Naples, le Cruise Roma, est mis sur cale le 29 septembre 2006. Lancé le 22 juin 2007, il est livré après finitions le 13 mars 2008 à Grimaldi Lines.

### Service
Le Cruise Roma est mis en service le 14 mars 2008 entre Civitavecchia et Barcelone en remplacement de l‘Eurostar Roma. Au mois de septembre il est rejoint par son sister-ship le Cruise Barcelona.
Dans la nuit du 1er avril 2014, alors que le Cruise Roma se trouve au port de Barcelone, des passagers signalent à l'équipage la chute d'un lycéen italien de 15 ans qui participait à un festival de littérature. Rapidement, des plongeurs de la Garde civile s'affairent à retrouver le naufragé dont le corps sera repêché une heure plus tard. L'enquête aboutira plus tard à une chute accidentelle.
Le 3 avril 2018, un contrat entre Grimaldi et les chantiers Fincantieri de Palerme portant sur une importante rénovation du navire est signé. Outre la réfection des locaux existants, les travaux portent notamment sur une opération de jumboïsation ayant pour but d'allonger le navire de 29 mètres.  
Le 18 janvier 2019, le Cruise Roma est mis à disposition du chantier sicilien. Le navire est alors découpé en deux parties qui sont espacées afin de permettre l'adjonction du nouveau tronçon de la coque. Réalisé avant l'arrivée du car-ferry, la nouvelle section de 2540 tonnes abrite un self-service prévu pour accueillir 280 personnes, 80 nouvelles cabines ainsi que deux embarcations de sauvetage supplémentaires. Réalisée en temps record, l'opération s'achève trois mois plus tard. En plus de la jumboïsation, la cheminée du navire se voit équipée d'un épurateur de fumées destiné à réduire ses émissions de soufre contenu dans les gaz d'échappement ainsi que des batteries lithium-ion lui permettant d'être alimenté à quai sans avoir recours à ses groupes électrogènes.
À l'issue des travaux, le Cruise Roma retrouve ses lignes habituelles le 9 avril.

## Aménagements
Le Cruise Roma possède 10 ponts. Bien que le navire s'étende en réalité sur 12 ponts, deux d'entre eux sont absents au niveau des garages afin de permettre au navire de transporter du fret. Les locaux des passagers occupent la totalité des ponts 11 à 8 ainsi que la partie arrière du pont 7. Les ponts 2, 3, 5 et 7 sont consacrés aux garages.

### Locaux communs
Le Cruise Roma possède de confortables installations destinées aux passagers dont la majeure partie se situe sur le pont 10. Le navire dispose ainsi de deux espaces de restauration, de trois bars dont un extérieur avec piscine, d'une galerie marchande, d'un casino, d'un centre de conférence ainsi que d'un gymnase. À la suite des travaux de rénovation de 2019, un nouveau self-service faisant partie de l'extension du navire est ajouté, l'ancien devient pour sa part un restaurant à thèmes. 

### Cabines
Le Cruise Roma disposait à l'origine de 412 cabines situées sur les ponts 8 et 9. Elles sont le plus souvent équipées de deux à quatre couchettes ainsi que de sanitaires comprenant douche, WC et lavabo. 68 d'entre elles sont des suites. Trois salons fauteuils sont également présents à l'arrière du pont 7. Depuis les travaux de 2019, le navire compte 499 cabines.

## Caractéristiques
Initialement Cruise Roma mesurait 225 m de long pour 30,40 m de large et son tonnage était de 54 310 UMS. Depuis 2019, il mesure 254 m de long et son tonnage a été porté à 63 742 UMS. Le navire avait une capacité 2 145 passagers et est pourvu d'un garage pouvant accueillir 215 véhicules et 211 remorques répartis sur 4 niveaux. À la suite des transformations de 2019, il peut transporter 3 500 passagers, 266 véhicules et 233 remorques. Le garage est accessible par deux portes rampes situées à l'arrière. La propulsion est assurée par quatre moteurs diesels Wärtsilä 12V46D développant une puissance de 55 440 kW entraînant deux hélices à pas variable faisant filer le bâtiment à une vitesse de 27,5 nœuds. Le Cruise Roma possède six embarcations de sauvetage fermées de grande taille, trois sont situées de chaque côté vers le milieu du navire. En 2019, deux embarcations similaire sont ajoutées, portant leur nombre à huit. Elles sont complétées par un canot semi-rigide à tribord sur le pont 11. En plus de ces principaux dispositifs, le navire dispose de plusieurs radeaux de sauvetage à coffre s'ouvrant automatiquement au contact de l'eau. Le navire est doté de deux propulseurs d'étrave facilitant les manœuvres d'accostage et d'appareillage.

## Lignes desservies
Depuis sa mise en service, le Cruise Roma est affecté aux lignes de Grimaldi Lines entre l'Italie et l'Espagne sur l'axe Civitavecchia - Barcelone. Le navire effectue aussi des escales régulières à Porto Torres, en Sardaigne, dont le port se trouve sur son itinéraire habituel.